# سفين أندرسون (متزلج سريع)
سفين أندرسون هو متزلج سريع سويدي، ولد في 21 أغسطس 1921 في Karlskoga Municipality ‏ في السويد، وتوفي في 3 مايو 2016.

## وصلات خارجية
- سفين أندرسون على موقع SpeedSkatingBase.eu (الإنجليزية)
- سفين أندرسون على موقع أوليمبيديا (الإنجليزية)
- سفين أندرسون على موقع اللجنة الأولمبية السويدية (السويدية)